# Financial Risk Manager
Der Financial Risk Manager (FRM) ist ein Titel, der von der Global Association of Risk Professionals (GARP) aus New Jersey, USA vergeben wird.
Der Titel qualifiziert Risikomanager zur Analyse und Steuerung von Marktrisiken, Kreditrisiken und operationellen Risiken. Absolventen der Lehrgänge übernehmen Funktionen in den Bereichen Fondsmanagement, Unternehmensbewertung, Anlageberatung, Aktienhandel, Derivatehandel, Finanzwesen und Controlling.
GARP vergab die ersten Diplome im Jahr 1997. Bis zum Jahr 2023 haben weltweit mehr als 77.000 Personen einen FRM-Titel erworben. Stand 2025 gab es in Deutschland 1.050, in der Schweiz 1.015 und in Österreich 175 zertifizierte Personen.
Neben dem Chartered Financial Analyst (CFA) und dem Chartered Alternative Investment Analyst (CAIA) ist der Financial Risk Manager eine der am weitesten verbreiteten Weiterbildungen im Finanzsektor.

## Kosten
Zum Erlangen eines FRM Titels muss der Kandidat zwei Prüfungen ablegen und mindestens zwei Jahre Berufserfahrung im Risikobereich vorweisen. Die Gebühren belaufen sich auf jeweils 600 (early) bzw. 800 (standard) US-Dollar je nach Anmeldetermin für Part I und für Part II. Zudem fällt eine einmalige Enrollment Fee in Höhe von 400 US-Dollar an (Stand: 2024). Die Gesamtgebühren betragen daher mindestens 1.600 US-Dollar.

## Curriculum und Prüfungen
Das Prüfungsgremium setzt sich aus Professoren und Praktikern zusammen.
Das Studienprogramm wird jedes Jahr den aktuellen Entwicklungen angepasst.
Die erste Prüfung beinhaltet:
- Grundlagen des Risikomanagements (20 %)
- Quantitative Analyse (20 %)
- Finanzmärkte und Produkte (30 %)
- Bewertungs- und Risikomodelle (30 %)

Die zweite Prüfung beinhaltet:
- Marktrisiko (20 %)
- Kreditrisiko (20 %)
- Operationelles Risiko und Resilienz (20 %)
- Treasury und Liquiditätsrisikomanagement (15 %)
- Risiko- und Investmentmanagement (15 %)
- Aktuelle Aspekte der Finanzmärkte (10 %)

Beide Prüfungen sind praxisorientiert; die Examina finden dreimal jährlich im Mai, August und November statt. Die erste Prüfung besteht aus 100 Multiple-Choice-Aufgaben, während die zweite Prüfung aus 80 Multiple-Choice-Aufgaben, die jeweils in vier Stunden in einem Testzentrum am Computer gelöst werden müssen. Die Prüfungen finden ausschließlich in Englisch statt.
Die erste Prüfung muss bestanden werden, bevor das Ergebnis der zweiten Prüfung gewertet wird. Wenn beide Prüfungen während eines Prüfungszeitraums geschrieben und die erste Prüfung nicht bestanden wird, wird das Ergebnis der zweiten Prüfung nicht gewertet.
Im Durchschnitt besteht nur jeder zweite Kandidat die beiden Prüfungen. So schwankte die Erfolgsquote für die erste Prüfung zwischen 45 % und 51 % im Zeitraum von November 2020 bis 2022. Im gleichen Zeitraum lag die Erfolgsquote für die zweite Prüfung zwischen 59 % und 63 %.